# Fantasy (Rockband)
Fantasy war eine amerikanische Psychedelic- und Progressive-Rock-Band, die 1970 mit dem Lied Stoned Cowboy ihren einzigen Hit hatte.

## Bandgeschichte
Die Gruppe wurde 1967 in Miami, Florida von fünf Teenagern gegründet. Zur ursprünglichen Besetzung gehörten Billy Robbins (Gesang), Bob Robbins (Bass), Jim DeMeo (Gitarre), Mario Russo (Keyboard) und Greg Kimple (Schlagzeug). Durch ihre Auftritte erarbeitete sich die Band eine wachsende Fangemeinde. Daraufhin erhielt Fantasy einen Vertrag als Hausband im „Thee Image“, einem damals sehr beliebten Veranstaltungsort, und spielte dort ab 1968 jedes Wochenende. Musikalisch öffnete sich die Formation in dieser Zeit Künstlern wie Led Zeppelin, Frank Zappa und Steppenwolf.
Dann kam es zu einem Desaster für Fantasy: Der charismatische Frontmann und Sänger Billy Robbins verschwand und wurde schließlich tot aufgefunden. Die Gruppe suchte daraufhin nach einem neuen Sänger und entschied sich für Lydia Janene Miller alias Jamene Miller, eine talentierte 16-jährige Sängerin mit einer rauen, kraftvollen Stimme in der Tradition von Janis Joplin und Grace Slick.
Kurze Zeit später unterschrieb Fantasy einen Plattenvertrag bei Liberty Records und veröffentlichte 1970 das nach der Band benannte Album. Die Platte stieg im August in die US-Charts und erreichte Platz 194. Die Auskopplung Stoned Cowboy wurde im September zum Hit und stieg auf Platz 77 der Single-Charts. Miller verließ die Band und scheiterte mit dem Versuch, eine Solokarriere zu starten. Die verbliebenen Bandmitglieder traten fortan als Year One auf. Für einige Auftritte kam es in den 1970er Jahren zu einer Reunion Fantasys.
Lydia Jamene Miller starb am 27. September 2008 aufgrund einer alkoholbedingten Erkrankung. Sie wurde 55 Jahre alt.

## Diskografie
Album
- 1970: Fantasy (Liberty 7643; VÖ: Juli)

Singles
- 1969: I Got the Fever / Painted Horse (Imperial 66394 / Liberty 56123; VÖ: Juli)
- 1970: Stoned Cowboy (Liberty 56190; VÖ: August)